# 제임스 핸래티
제임스 핸래티(James Hanratty, 1936년 10월 4일 – 1962년 4월 4일)는 사형이 폐지되기 전의 영국에서 사형된 마지막 8명 중 한 명이다. 그는 1962년 4월 베드퍼드 크롬힐 부근의 A6 도로에서 유부남이던 과학자 마이클 그렉스텐에게 총을 쏘아 죽이고, 그의 여자 친구이던 발레리 스토리를 강간하고 7발을 쏜 혐의로 유죄 판결을 받은 후, 1962년 4월 4일 베드퍼드 고올에서 교수형되었다. 가슴과 목 등 5발을 맞은 스토리는 다음날 새벽 기적적으로 살아 한 농부의 도움으로 병원에 후송됐다.
스토리의 말에 의하면, 커플은 영국 버킹엄셔주 도니 리치의 한 옥수수 밭 근처에 차를 세우고 데이트를 하다 복면을 쓴 강도에게 납치당했다. 총잡이는 코크니 억양이 있었고, 이는 사건 약 두 달 뒤 체포된 25세 용의자 제임스 핸래티와 맞아 떨어지는 증거였다. 총잡이는 범죄가 일어난 A6 도로에 도착할 때까지 그렉스텐에게 운전을 지시했다. 최초의 용의자는 사소한 범죄자인 핸래티와 별난 부랑자인 피터 루이스 알폰(Peter Louis Alphon)이었다 스토리는 알폰은 알아보지 못했지만, 핸리티는 범인으로 지목됐다.
그녀의 증언은 재판에서 유죄 판결을 확보하는데 결정적인 요소가 되었다. 판결을 뒷받침하는 증거가 너무 약하다고 느낀 많은 사람들이 의문을 제기했다. 그러나 2002년 DNA 검사를 통해 핸래티의 유죄는 입증되었다. 항소 법원은 "의심할 여지가 없다"고 말했다.